# Бон-Жезус-дус-Пердойнс
Бон-Жезус-дус-Пердойнс (порт. Bom Jesus dos Perdões) — муниципалитет в Бразилии, входит в штат Сан-Паулу. Составная часть мезорегиона Макрорегион агломерации Сан-Паулу. Входит в экономико-статистический микрорегион Браганса-Паулиста. Население составляет 15 870 человек на 2006 год. Занимает площадь 108,513 км². Плотность населения — 146,2 чел./км².

## История
Город основан 22 мая 1705 года.

## Статистика
- Валовой внутренний продукт на 2003 составляет 95.407.369,00 реалов (данные: Бразильский институт географии и статистики).
- Валовой внутренний продукт на душу населения на 2003 составляет 6.491,62 реалов (данные: Бразильский институт географии и статистики).
- Индекс развития человеческого потенциала на 2000 составляет 0,780 (данные: Программа развития ООН).

## География
Климат местности: горный тропический. В соответствии с классификацией Кёппена, климат относится к категории Cwb.